# Mistrzostwa Świata Juniorów w Hokeju na Lodzie 2016/III Dywizja
Mistrzostwa Świata Juniorów w Hokeju na Lodzie III dywizji 2016 odbyły się w Meksyku w stolicy kraju Meksyku. Zawody odbyły się w dniach 15–24 stycznia 2016 roku.
W mistrzostwach trzeciej dywizji uczestniczyło 7 reprezentacji. Drużyny rozgrywały mecze systemem każdy z każdym. W turnieju zwyciężyła reprezentacja Meksyku i awansowała do mistrzostw świata drugiej dywizji w 2017 roku.
Hala, w której odbywały się zawody to:
- Ice Dome (Meksyk)

## Wyniki
| 15 stycznia 2016 | Nowa Zelandia | 1:4 | Bułgaria | Ice Dome, Meksyk |

| Szczegóły      | Szczegóły            | Szczegóły       | Szczegóły                                                                        | Szczegóły                                                                                        |
| -------------- | -------------------- | --------------- | -------------------------------------------------------------------------------- | ------------------------------------------------------------------------------------------------ |
| Godzina: 13:00 | J. Rawiri (EQ) 26:54 | (0:2, 1:0, 0:2) | 08:59 (EQ) J. Gaczew 12:08 (PP) W. Dikow 52:19 (PP) W. Dikow 58:21 (EQ) W. Dikow | Widzów: 100 Sędzia główny: Jens Christian Gregersen Sędziowie liniowi: Maxime Chaput Sem Ramirez |
| Godzina: 13:00 | 47 min. kar          |                 | 6 min. kar                                                                       | Widzów: 100 Sędzia główny: Jens Christian Gregersen Sędziowie liniowi: Maxime Chaput Sem Ramirez |

| 15 stycznia 2016 | Południowa Afryka | 0:10 | Turcja | Ice Dome, Meksyk |

| Szczegóły      | Szczegóły   | Szczegóły       | Szczegóły | Szczegóły                                                                                     |
| -------------- | ----------- | --------------- | --- | --------------------------------------------------------------------------------------------- |
| Godzina: 16:30 |             | (0:5, 0:3, 0:2) | 08:30 (EQ) E. Kuntel 12:38 (PP) A. Hars 13:44 (EQ) S. Kavaz 14:08 (EQ) H. Salt 14:40 (EQ) H. Salt 21:35 (EQ) H. Salt 26:30 (EQ) O. Uzunali 30:01 (PP) O. Kars 51:40 (EQ) Hars 58:30 (EQ) E. Savas | Widzów: 100 Sędzia główny: Michael Campbell Sędziowie liniowi: David Campillo Stef Oosterling |
| Godzina: 16:30 | 12 min. kar |                 | 4 min. kar | Widzów: 100 Sędzia główny: Michael Campbell Sędziowie liniowi: David Campillo Stef Oosterling |

| 15 stycznia 2016 | Meksyk | 6:5 | Izrael | Ice Dome, Meksyk |

| Szczegóły      | Szczegóły | Szczegóły       | Szczegóły | Szczegóły                                                                                       |
| -------------- | --- | --------------- | --- | ----------------------------------------------------------------------------------------------- |
| Godzina: 12:30 | A. Najera (PP) 07:24 J. Perez (EQ) 20:47 A. Najera (SH) 22:54 Senties (EQ) 35:27 A. Bermejo (EQ) 38:05 A. Garcia (EQ) 52:07 | (1:2, 4:2, 1:1) | 01:52 (EQ) I. Spektor 19:56 (EQ) I. Spektor 31:51 (PP) I. Spektor 38:35 (EQ) M. Revniaga 57:47 (EQ) I. Spektor | Widzów: 1750 Sędzia główny: Jeremy Tufts Sędziowie liniowi: Jan-Christian Muller James Scarpace |
| Godzina: 12:30 | 18 min. kar |                 | 12 min. kar | Widzów: 1750 Sędzia główny: Jeremy Tufts Sędziowie liniowi: Jan-Christian Muller James Scarpace |

| 16 stycznia 2016 | Islandia | 2:4 | Bułgaria | Ice Dome, Meksyk |

| Szczegóły      | Szczegóły                                      | Szczegóły       | Szczegóły                                                                             | Szczegóły                                                                                      |
| -------------- | ---------------------------------------------- | --------------- | ------------------------------------------------------------------------------------- | ---------------------------------------------------------------------------------------------- |
| Godzina: 17:00 | V. Arason (PP) 17:46 B. Johannesson (EQ) 26:35 | (1:2, 1:1, 0:1) | 10:14 (EQ) M. Wasiljew 12:39 (EQ) W. Dikow 24:17 (PP) T. Georgiew 48:44 (PP) W. Dikow | Widzów: 125 Sędzia główny: Miroslav Stefik Sędziowie liniowi: David Campillo Simone Mischiatti |
| Godzina: 17:00 | 8 min. kar                                     |                 | 18 min. kar                                                                           | Widzów: 125 Sędzia główny: Miroslav Stefik Sędziowie liniowi: David Campillo Simone Mischiatti |

| 16 stycznia 2016 | Izrael | 2:6 | Nowa Zelandia | Ice Dome, Meksyk |

| Szczegóły      | Szczegóły                                  | Szczegóły       | Szczegóły | Szczegóły                                                                                       |
| -------------- | ------------------------------------------ | --------------- | --- | ----------------------------------------------------------------------------------------------- |
| Godzina: 20:15 | M. Revniaga (PP) 25:22 D. Kozev (PP) 35:45 | (0:1, 2:2, 0:3) | 16:27 (PP) O. Hay 27:29 (PP) O. Hay 34:34 (SH) O. Hay 40:49 (EQ) K. Jonsson 41:27 (EQ) J. Scott 56:15 (EQ) M. Rawiri | Widzów: 110 Sędzia główny: Michael Campbell Sędziowie liniowi: Jan-Christian Muller Sem Ramirez |
| Godzina: 20:15 | 8 min. kar                                 |                 | 31 min. kar | Widzów: 110 Sędzia główny: Michael Campbell Sędziowie liniowi: Jan-Christian Muller Sem Ramirez |

| 17 stycznia 2016 | Turcja | 2:3 | Meksyk | Ice Dome, Meksyk |

| Szczegóły      | Szczegóły                                | Szczegóły       | Szczegóły                                                         | Szczegóły                                                                                        |
| -------------- | ---------------------------------------- | --------------- | ----------------------------------------------------------------- | ------------------------------------------------------------------------------------------------ |
| Godzina: 20:00 | H. Secer (PP2) 19:54 F. Bakal (PP) 20:46 | (1:0, 1:0, 0:3) | 42:48 (EQ) A. Senties 54:26 (EQ) A. Benabib 56:16 (PP) A. Senties | Widzów: 1000 Sędzia główny: Miroslav Stefik Sędziowie liniowi: Simone Mischiatti Stef Oosterling |
| Godzina: 20:00 | 24 min. kar                              |                 | 12 min. kar                                                       | Widzów: 1000 Sędzia główny: Miroslav Stefik Sędziowie liniowi: Simone Mischiatti Stef Oosterling |

| 18 stycznia 2016 | Islandia | 6:5 pk. | Izrael | Ice Dome, Meksyk |

| Szczegóły      | Szczegóły | Szczegóły                 | Szczegóły | Szczegóły                                                                                          |
| -------------- | --- | ------------------------- | --- | -------------------------------------------------------------------------------------------------- |
| Godzina: 13:00 | E. Induss (EQ) 09:23 J. Arnason (EQ) 09:44 H. Sigrunarson (EQ) 29:29 H. Sigrunarson (EQ) 48:37 E. Olafsson (EQ) 49:17 Olafsson (SO) 65:00 | (2:1, 1:1, 2:3, 0:0, 1:0) | 15:19 (EA) M. Revniaga 38:48 (PP) O. Kafri 49:04 (EQ) M. Revniaga 58:21 (EA) R. Aharonovich 59:23 (EA) R. Aharonovich | Widzów: 100 Sędzia główny: Jens Christian Gregersen Sędziowie liniowi: Stef Oosterling Sem Ramirez |
| Godzina: 13:00 | 8 min. kar |                           | 12 min. kar | Widzów: 100 Sędzia główny: Jens Christian Gregersen Sędziowie liniowi: Stef Oosterling Sem Ramirez |

| 18 stycznia 2016 | Południowa Afryka | 2:4 | Bułgaria | Ice Dome, Meksyk |

| Szczegóły      | Szczegóły                                   | Szczegóły       | Szczegóły                                                                               | Szczegóły                                                                                      |
| -------------- | ------------------------------------------- | --------------- | --------------------------------------------------------------------------------------- | ---------------------------------------------------------------------------------------------- |
| Godzina: 16:15 | J. Saaiman (PP) 23:04 G. Bremner (EQ) 48:39 | (0:2, 1:1, 1:1) | 0:15 (EQ) W. Dikow 16:20 (EQ) T. Georgiew 34:17 (EQ) T. Georgiew 57:39 (EQ) O. Mladenow | Widzów: 100 Sędzia główny: Jeremy Tufts Sędziowie liniowi: Jan-Christian Muller James Scarpace |
| Godzina: 16:15 | 12 min. kar                                 |                 | 10 min. kar                                                                             | Widzów: 100 Sędzia główny: Jeremy Tufts Sędziowie liniowi: Jan-Christian Muller James Scarpace |

| 18 stycznia 2016 | Nowa Zelandia | 3:2 | Turcja | Ice Dome, Meksyk |

| Szczegóły      | Szczegóły                                                 | Szczegóły       | Szczegóły                                 | Szczegóły                                                                                  |
| -------------- | --------------------------------------------------------- | --------------- | ----------------------------------------- | ------------------------------------------------------------------------------------------ |
| Godzina: 20:00 | O. Hay (SH) 33:35 M. Kennedy (PP) 39:36 O. Hay (EQ) 40:33 | (0:0, 2:0, 1:2) | 44:10 (PP) O. Uzunali 45:49 (PP) F. Bakal | Widzów: 100 Sędzia główny: Miroslav Stefik Sędziowie liniowi: David Campillo Maxime Chaput |
| Godzina: 20:00 | 24 min. kar                                               |                 | 10 min. kar                               | Widzów: 100 Sędzia główny: Miroslav Stefik Sędziowie liniowi: David Campillo Maxime Chaput |

| 19 stycznia 2016 | Izrael | 17:0 | Południowa Afryka | Ice Dome, Meksyk |

| Szczegóły      | Szczegóły | Szczegóły       | Szczegóły   | Szczegóły                                                                                              |
| -------------- | --- | --------------- | ----------- | --- |
| Godzina: 13:00 | I. Spektor (PP) 01:12 M. Avraham (EQ) 06:18 B. Haver (EQ) 10:51 D. Boudnikov (EQ) 14:21 M. Revniaga (PP) 18:21 I. Spektor (EQ) 23:17 I. Spektor (EQ) 31:18 M. Revniaga (PP2) 33:08 R. Aharonovich (EQ) 35:23 E. Natalchenko (EQ) 36:50 Natalchenko (EQ) 44:35 G. Sever (EQ) 45:44 I. Spektor (EQ) 47:21 Natalchenko (EQ) 48:16 R. Aharonovich (EQ) 49:04 Y. Halpert (PS) 56:44 G. Sever (SH) 59:42 | (5:0, 5:0, 7:0) |             | Widzów: 100 Sędzia główny: Jens Christian Gregersen Sędziowie liniowi: Maxime Chaput Simone Mischiatti |
| Godzina: 13:00 | 27 min. kar |                 | 10 min. kar | Widzów: 100 Sędzia główny: Jens Christian Gregersen Sędziowie liniowi: Maxime Chaput Simone Mischiatti |

| 19 stycznia 2016 | Turcja | 3:0 | Islandia | Ice Dome, Meksyk |

| Szczegóły      | Szczegóły                                                   | Szczegóły       | Szczegóły   | Szczegóły                                                                               |
| -------------- | ----------------------------------------------------------- | --------------- | ----------- | --------------------------------------------------------------------------------------- |
| Godzina: 16:15 | F. Bakal (PP) 31:48 F. Bakal (EQ) 45:50 F. Faner (EN) 59:57 | (0:0, 1:0, 2:0) |             | Widzów: 75 Sędzia główny: Jeremy Tufts Sędziowie liniowi: David Campillo James Scarpace |
| Godzina: 16:15 | 4 min. kar                                                  |                 | 12 min. kar | Widzów: 75 Sędzia główny: Jeremy Tufts Sędziowie liniowi: David Campillo James Scarpace |

| 19 stycznia 2016 | Bułgaria | 0:3 | Meksyk | Ice Dome, Meksyk |

| Szczegóły      | Szczegóły   | Szczegóły       | Szczegóły                                                   | Szczegóły                                                                                           |
| -------------- | ----------- | --------------- | ----------------------------------------------------------- | --------------------------------------------------------------------------------------------------- |
| Godzina: 20:00 |             | (0:2, 0:0, 0:1) | 07:40 (PS) L. Cruz 16:12 (PS) L. Cruz 57:08 (EQ) N. Fonseca | Widzów: 750 Sędzia główny: Michael Campbell Sędziowie liniowi: Jan-Christian Muller Stef Oosterling |
| Godzina: 20:00 | 26 min. kar |                 | 10 min. kar                                                 | Widzów: 750 Sędzia główny: Michael Campbell Sędziowie liniowi: Jan-Christian Muller Stef Oosterling |

| 21 stycznia 2016 | Izrael | 4:3 | Bułgaria | Ice Dome, Meksyk |

| Szczegóły      | Szczegóły                                                                                            | Szczegóły       | Szczegóły                                                          | Szczegóły                                                                                     |
| -------------- | --- | --------------- | ------------------------------------------------------------------ | --------------------------------------------------------------------------------------------- |
| Godzina: 13:00 | R. Aharonovich (PP) 07:22 R. Aharonovich (EQ) 34:11 M. Revniaga (EQ) 39:03 R. Aharonovich (EQ) 51:48 | (1:1, 2:1, 1:1) | 18:36 (EQ) D. Diłkow 22:47 (EQ) G. Błagojew 55:28 (PP) T. Georgiew | Widzów: 70 Sędzia główny: Miroslav Stefik Sędziowie liniowi: David Campillo Simone Mischiatti |
| Godzina: 13:00 | 8 min. kar                                                                                           |                 | 4 min. kar                                                         | Widzów: 70 Sędzia główny: Miroslav Stefik Sędziowie liniowi: David Campillo Simone Mischiatti |

| 21 stycznia 2016 | Islandia | 7:2 | Południowa Afryka | Ice Dome, Meksyk |

| Szczegóły      | Szczegóły | Szczegóły       | Szczegóły                                   | Szczegóły                                                                               |
| -------------- | --- | --------------- | ------------------------------------------- | --------------------------------------------------------------------------------------- |
| Godzina: 16:15 | K. Kristinsson (EQ) 01:18 S. Maack (EQ) 06:56 B. Lindal (EQ) 08:10 V. Arason (EQ) 21:54 J. Oskarsson (PP) 30:23 S. Maack (EQ) 45:59 V. Arason (PP) 48:17 | (3:0, 2:1, 2:1) | 33:57 (EQ) S. Johnson 59:13 (EQ) G. Bremner | Widzów: 80 Sędzia główny: Michael Campbell Sędziowie liniowi: Maxime Chaput Sem Ramirez |
| Godzina: 16:15 | 6 min. kar |                 | 10 min. kar                                 | Widzów: 80 Sędzia główny: Michael Campbell Sędziowie liniowi: Maxime Chaput Sem Ramirez |

| 21 stycznia 2016 | Nowa Zelandia | 1:2 | Meksyk | Ice Dome, Meksyk |

| Szczegóły      | Szczegóły             | Szczegóły       | Szczegóły                                 | Szczegóły                                                                                              |
| -------------- | --------------------- | --------------- | ----------------------------------------- | --- |
| Godzina: 20:00 | M. Kennedy (PP) 19:33 | (1:1, 0:1, 0:0) | 05:30 (PP) A. Garcia 31:34 (EQ) A. Garcia | Widzów: 1000 Sędzia główny: Jens Christian Gregersen Sędziowie liniowi: Stef Oosterling James Scarpace |
| Godzina: 20:00 | 6 min. kar            |                 | 8 min. kar                                | Widzów: 1000 Sędzia główny: Jens Christian Gregersen Sędziowie liniowi: Stef Oosterling James Scarpace |

| 22 stycznia 2016 | Bułgaria | 3:1 | Turcja | Ice Dome, Meksyk |

| Szczegóły      | Szczegóły                                                            | Szczegóły       | Szczegóły             | Szczegóły                                                                                                |
| -------------- | -------------------------------------------------------------------- | --------------- | --------------------- | --- |
| Godzina: 13:00 | A. Czompołow (EQ) 03:48 P. Czaliow (EQ) 37:50 G. Błagojew (EQ) 48:11 | (1:0, 1:0, 1:1) | 52:30 (EQ) O. Uzunali | Widzów: 50 Sędzia główny: Jens Christian Gregersen Sędziowie liniowi: Jan-Christian Muller Jafet Ramirez |
| Godzina: 13:00 | 8 min. kar                                                           |                 | 4 min. kar            | Widzów: 50 Sędzia główny: Jens Christian Gregersen Sędziowie liniowi: Jan-Christian Muller Jafet Ramirez |

| 22 stycznia 2016 | Południowa Afryka | 1:12 | Nowa Zelandia | Ice Dome, Meksyk |

| Szczegóły      | Szczegóły             | Szczegóły       | Szczegóły | Szczegóły                                                                                      |
| -------------- | --------------------- | --------------- | --- | ---------------------------------------------------------------------------------------------- |
| Godzina: 16:15 | M. Ruthven (EQ) 17:37 | (1:2, 0:6, 0:4) | 06:58 (EQ) R. Vortanov 12:32 (EQ) O. Hay 20:31 (EQ) T. Carson-Pratt 29:54 (EQ) T. Carson-Pratt 31:29 (EQ) J. Scott 31:43 (EQ) R. Vortanov 36:51 (PP) O. Hay 39:37 (EQ) J. Orr 45:14 (EQ) R. Vortanov 46:53 (EQ) M. Rawiri 50:23 (EQ) K. Jonsson 57:28 (EQ) J. Scott | Widzów: 45 Sędzia główny: Michael Campbell Sędziowie liniowi: David Campillo Simone Mischiatti |
| Godzina: 16:15 | 6 min. kar            |                 | 2 min. kar | Widzów: 45 Sędzia główny: Michael Campbell Sędziowie liniowi: David Campillo Simone Mischiatti |

| 22 stycznia 2016 | Meksyk | 1:4 | Islandia | Ice Dome, Meksyk |

| Szczegóły      | Szczegóły           | Szczegóły       | Szczegóły                                                                                        | Szczegóły                                                                                |
| -------------- | ------------------- | --------------- | ------------------------------------------------------------------------------------------------ | ---------------------------------------------------------------------------------------- |
| Godzina: 20:00 | J. Perez (EQ) 09:11 | (1:1, 0:0, 0:3) | 03:10 (EQ) B. Johannesson 47:30 (EQ) E. Olafsson 55:22 (PP) H. Sigrunarson 57:54 (EN) J. Arnason | Widzów: 1000 Sędzia główny: Jeremy Tufts Sędziowie liniowi: Maxime Chaput James Scarpace |
| Godzina: 20:00 | 10 min. kar         |                 | 12 min. kar                                                                                      | Widzów: 1000 Sędzia główny: Jeremy Tufts Sędziowie liniowi: Maxime Chaput James Scarpace |

| 24 stycznia 2016 | Turcja | 2:6 | Izrael | Ice Dome, Meksyk |

| Szczegóły      | Szczegóły                              | Szczegóły       | Szczegóły | Szczegóły                                                                              |
| -------------- | -------------------------------------- | --------------- | --- | -------------------------------------------------------------------------------------- |
| Godzina: 13:00 | F. Bakal (PP) 30:30 A. Avci (EQ) 56:06 | (0:1, 1:0, 1:5) | 17:21 (EQ) D. Kozev 49:14 (EQ) I. Spektor 52:34 (EQ) I. Spektor 53:45 (PP) M. Revniaga 55:12 (EQ) M. Revniaga 57:33 (PP) M. Avraham | Widzów: 70 Sędzia główny: Jeremy Tufts Sędziowie liniowi: Jafet Ramirez James Scarpace |
| Godzina: 13:00 | 28 min. kar                            |                 | 22 min. kar | Widzów: 70 Sędzia główny: Jeremy Tufts Sędziowie liniowi: Jafet Ramirez James Scarpace |

| 24 stycznia 2016 | Islandia | 5:6 | Nowa Zelandia | Ice Dome, Meksyk |

| Szczegóły      | Szczegóły | Szczegóły       | Szczegóły | Szczegóły                                                                                          |
| -------------- | --- | --------------- | --- | -------------------------------------------------------------------------------------------------- |
| Godzina: 16:15 | J. Arnason (EQ) 20:45 S. Maack (EQ) 21:56 H. Sigrunarson (PP) 25:18 K. Kristinsson (PP) 33:57 44:05 (EQ) H. Johannsson | (0:2, 4:2, 1:2) | 01:07 (EQ) J. Scott 15:41 (EQ) R. Vortanov 23:43 (EQ) N. Leahy 36:42 (PP) M. Kennedy 42:46 (PP) T. Carson-Pratt 58:12 (PP) T. Carson-Pratt | Widzów: 200 Sędzia główny: Miroslav Stefik Sędziowie liniowi: Jan-Christian Muller Stef Oosterling |
| Godzina: 16:15 | 8 min. kar |                 | 14 min. kar | Widzów: 200 Sędzia główny: Miroslav Stefik Sędziowie liniowi: Jan-Christian Muller Stef Oosterling |

| 24 stycznia 2016 | Meksyk | 9:2 | Południowa Afryka | Ice Dome, Meksyk |

| Szczegóły      | Szczegóły | Szczegóły       | Szczegóły                                   | Szczegóły                                                                                               |
| -------------- | --- | --------------- | ------------------------------------------- | --- |
| Godzina: 20:00 | A. Benabib (EQ) 04:03 F. Alva (PP) 10:21 G. Rios (EQ) 14:07 D. Ramos (EQ) 15:40 N. Dunn (PP2) 27:12 J. Perez (PP) 36:58 J. Perez (PP) 52:49 J. Cosio (EQ) 54:35 A. Najera (EQ) 57:43 | (4:0, 2:1, 3:1) | 32:20 (PP) G. Bremner 45:08 (EQ) J. Saaiman | Widzów: 2000 Sędzia główny: Jens Christian Gregersen Sędziowie liniowi: Maxime Chaput Simone Mischiatti |
| Godzina: 20:00 | 29 min. kar |                 | 28 min. kar                                 | Widzów: 2000 Sędzia główny: Jens Christian Gregersen Sędziowie liniowi: Maxime Chaput Simone Mischiatti |

Tabela
| Lp. | Zespół            | M | Pkt | Z | Zd | Pd | P | G+ | G- | +/− |
| --- | ----------------- | - | --- | - | -- | -- | - | -- | -- | --- |
| 1.  | Meksyk            | 6 | 15  | 5 | 0  | 0  | 1 | 24 | 14 | +10 |
| 2.  | Bułgaria          | 6 | 12  | 4 | 0  | 0  | 2 | 18 | 13 | +5  |
| 3.  | Nowa Zelandia     | 6 | 12  | 4 | 0  | 0  | 2 | 29 | 16 | +13 |
| 4.  | Izrael            | 6 | 10  | 3 | 0  | 1  | 2 | 39 | 23 | +16 |
| 5.  | Islandia          | 6 | 8   | 2 | 1  | 0  | 3 | 24 | 21 | +3  |
| 6.  | Turcja            | 6 | 6   | 2 | 0  | 0  | 4 | 20 | 15 | +5  |
| 7.  | Południowa Afryka | 6 | 0   | 0 | 0  | 0  | 6 | 7  | 59 | -52 |

    = awans do dywizji II, grupy B
Statystyki indywidualne
- Klasyfikacja strzelców:  Ilya Spektor
- Klasyfikacja asystentów:  Roey Aharonovich
- Klasyfikacja kanadyjska:  Roey Aharonovich
- Klasyfikacja +/−:  Weselin Dikow
- Klasyfikacja skuteczności interwencji bramkarzy:  Dimitar Dimitrow
- Klasyfikacja średniej goli straconych na mecz bramkarzy:  Dimitar Dimitrow

Nagrody indywidualne
Dyrektoriat turnieju wybrał trójkę najlepszych zawodników na każdej pozycji:
- Bramkarz:  Jaime Perez
- Obrońca:  Fatih Faner
- Napastnik:  Oliver Hay